# Kate Sheppard House

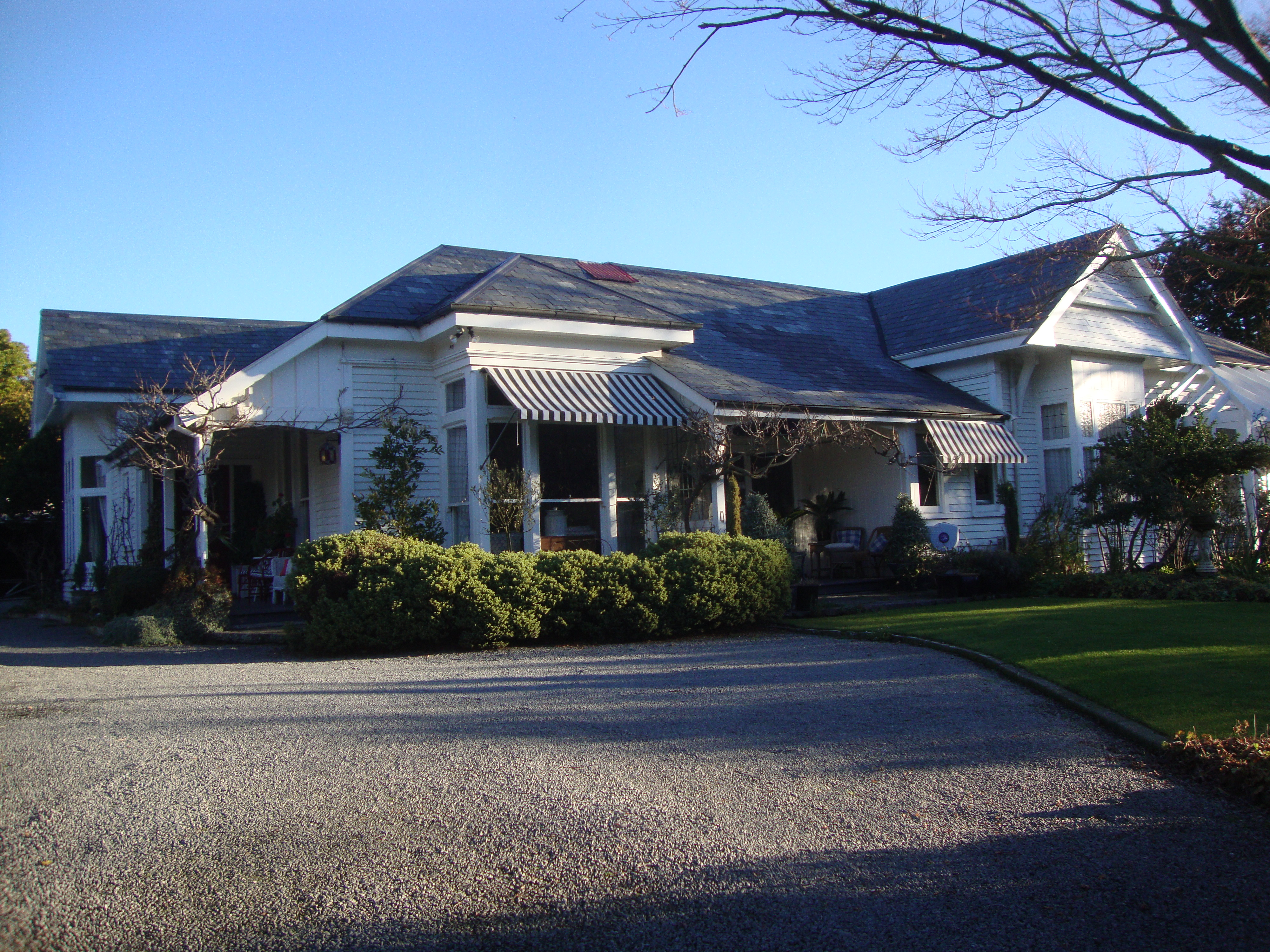
Das Kate Sheppard House im Jahr 2012

Das Kate Sheppard House ist ein historisches Bauwerk, das sich in der Clyde Road 83 im Stadtteil Ilam der neuseeländischen Stadt Christchurch befindet.  Es war für 14 Jahre das Wohnhaus der neuseeländischen Sozialreformerin und Suffragette Kate Sheppard (1847–1934).
Am 10. Dezember 2010 wurde es vom New Zealand Historic Places Trust unter der Nummer 9325 als Denkmal der Kategorie 1 (Historic Place Category I) eingestuft.
Das Haus wurde 1887 bis 1888 gebaut. Kate Sheppard und ihr Mann zogen 1888 aus dem Stadtzentrum in das damals ländlich gelegene Gebäude und bewohnten es bis 1902. In diese Zeit fallen die Aktivitäten Sheppards, die 1893 in Neuseeland als erstem Land der Welt zur Einführung des Frauenwahlrechtes führten.
Das aus Holz errichtete Haus besitzt ein Schieferdach und acht Räume.
Das Haus wurde von mehreren aufeinander folgenden Eigentümern erweitert und verändert, bleibt in der Grundsubstanz aber noch erkennbar.